# میچم، استرالیای جنوبی
میچم (به انگلیسی: Mitcham) یک حومه شهر در استرالیا است که در استرالیای جنوبی واقع شده‌است.